# Katmaki's
Katmaki's (Cheirogaleus, Latijn voor 'hand-wezel') is een geslacht van nachtactieve kleine lemuren uit de familie der dwergmaki's. De wetenschappelijke naam van het geslacht werd in 1812 gepubliceerd door Étienne Geoffroy Saint-Hilaire. Net als alle lemuren zijn soorten van dit geslacht endemisch in Madagaskar.

## Taxonomie
Aanvankelijk werden er slechts twee soorten gerekend tot het geslacht, de vetstaartkatmaki (Cheirogaleus medius) en de grote katmaki (Cheirogaleus major). Tegenwoordig zijn er tien bekende soorten, die worden ingedeeld in vier ondergeslachten:
C. crossleyi-groep
- Soort: Cheirogaleus andysabini
- Soort: Cheirogaleus crossleyi
- Soort: Cheirogaleus grovesi
- Soort: Cheirogaleus lavasoensis

C. medius-groep
- Soort: Cheirogaleus medius – Vetstaartkatmaki
- Soort: Cheirogaleus shethi
- Soort: Cheirogaleus thomasi

C. major-groep
- Soort: Cheirogaleus major – Grote katmaki

C. sibreei-groep
- Soort: Cheirogaleus minusculus
- Soort: Cheirogaleus sibreei